# Sijerač
Sijerač (cyr. Сијерач) – wieś w Serbii, w okręgu zlatiborskim, w gminie Bajina Bašta. W 2011 roku liczyła 129 mieszkańców.